# 满掌乡
满掌乡，是中华人民共和国青海省果洛藏族自治州达日县下辖的一个乡镇级行政单位。

## 行政区划
满掌乡下辖以下地区：
木热牧委会、查干牧委会和布东牧委会。